# U–86 (első világháborús tengeralattjáró)
Az U–86-os német tengeralattjáró számos hajót pusztított el az első világháború során. Hírhedtté egy kanadai kórházhajó, a Llandovery Castle megtorpedózása, majd túlélőinek legyilkolása után vált.

## Működése
Az U–86-ot 1915. június 23-án rendelte meg a német kormány. Építése 1915. november 5-én kezdődött Kielben. A hajót 1916. november 7-én bocsátották vízre, majd 23 nap múlva üzembe helyezték.
Első parancsnoka Friedrich Crüsemann másodkapitány (Kapitänleutnant) volt, aki 1917. június 22-éig irányította a tengeralattjárót. Június 23-án Alfred Götze másodkapitány vette át a búvárhajó irányítását, őt Helmut Patzig főhadnagy (Oberleutnant) váltotta 1918. január 26-án, aki a hajó utolsó parancsnoka lett.
A háború alatt az U–86 a 4. Tengeralattjáró Flottillához tartozott. Tizenkét bevetésben vett részt, ezek során 33 hajót (125 580 bruttó regisztertonna) süllyesztett el vagy rongált meg. Elsősorban az Északi- és az Ír-tengeren, valamint a Bristoli Csatornában tevékenykedett. Áldozatai között volt a brit Kafue (6 044 brt), Medora (5 135 brt), Leeds City (4 298 brt) és Atlantian (9 399 brt), a norvég San Andres (1 656 brt), valamint a Covington (16 339 brt) amerikai csapatszállító.

## A HMHS Llandovery Castle
Az U–86 1918. június 27-én este fél tízkor, a nemzetközi egyezmények ellenére, megtorpedózta a Llandovery Castle kanadai kórházhajót, amely Halifaxből Angliába tartott. A 11 423 tonnás hajó tíz perc alatt elsüllyedt. Az U–86 ezután a felszínre emelkedett, és elkezdte módszeresen legyilkolni a túlélőket, hogy eltüntesse a nyomokat. A hajón utazó 258 emberből csak 24 maradt életben.

## Utolsó napjai
Az első világháború után az U–86 azok közé a tengeralattjárók közé került, amelyeket a Német Császári Haditengerészet kénytelen volt a fegyverszüneti egyezmény értelmében átadni a szövetségeseknek. 1918. november 20-án az U–86 áthajózott Brunsbüttelből Harwichba. 1919. szeptember és 1920. március között a brit flotta szakemberei tanulmányozták, majd 1921. június végén elsüllyesztették a La Manche csatornában.

## Kapitányok
| Név                 | Kezdőnap           | Zárónap            |
| ------------------- | ------------------ | ------------------ |
| Friedrich Crüsemann | 1916. november 30. | 1917. június 22.   |
| Alfred Götze        | 1917. június 23.   | 1918. január 25.   |
| Helmut Patzig       | 1918. január 26.   | 1918. november 11. |

## Elsüllyesztett és megrongált hajók
| Dátum               | Hajó neve                 | Nemzetisége        | Brt   |
| ------------------- | ------------------------- | ------------------ | ----- |
| 1917. március 23.   | Queenborough              | Egyesült Királyság | 165   |
| 1917. április 5.    | Dunkerquoise              | Franciaország      | 127   |
| 1917. április 5.    | Marie Celine              | Franciaország      | 142   |
| 1917. április 5.    | Siberier                  | Belgium            | 2968  |
| 1917. április 6.    | Rosalind                  | Egyesült Királyság | 6535  |
| 1917. április 18.   | Atalanta                  | Svédország         | 1091  |
| 1917. május 28.     | Antinoe                   | Egyesült Királyság | 2396  |
| 1917. május 28.     | Limerick                  | Egyesült Királyság | 6827  |
| 1917. május 29.     | Oswego                    | Egyesült Királyság | 5793  |
| 1917. május 31.     | N. Hadzikyriakos          | Görögország        | 3533  |
| 1917. július 2.     | Bessie                    | Svédország         | 66    |
| 1917. augusztus 10. | Capella I                 | Norvégia           | 3990  |
| 1917. augusztus 10. | Turakina                  | Egyesült Királyság | 9920  |
| 1917. december 15.  | Baron Leopold Davilliers* | Franciaország      | 163   |
| 1917. december 20.  | Polvarth                  | Egyesült Királyság | 3146  |
| 1918. február 14.   | Bessie Stephens           | Egyesült Királyság | 119   |
| 1918. február 17.   | Pinewood                  | Egyesült Királyság | 2219  |
| 1918. február 19.   | Wheatflower               | Egyesült Királyság | 188   |
| 1918. február 20.   | Djerv                     | Egyesült Királyság | 1527  |
| 1918. február 23.   | Rio Verde                 | Egyesült Királyság | 4025  |
| 1918. április 30.   | Kafue                     | Egyesült Királyság | 6044  |
| 1918. április 30.   | Kempock                   | Egyesült Királyság | 255   |
| 1918. május 2.      | Medora                    | Egyesült Királyság | 5135  |
| 1918. május 5.      | Tommi                     | Egyesült Királyság | 138   |
| 1918. május 6.      | Leeds City                | Egyesült Királyság | 4298  |
| 1918. május 11.     | San Andres                | Norvégia           | 1656  |
| 1918. május 12.     | Inniscarra                | Egyesült Királyság | 1412  |
| 1918. május 16.     | Tartary                   | Norvégia           | 4181  |
| 1918. május 22.     | Meran                     | Norvégia           | 656   |
| 1918. június 21.    | Eglantine                 | Norvégia           | 339   |
| 1918. június 26.    | Atlantian                 | Egyesült Királyság | 9399  |
| 1918. június 27.    | Llandovery Castle         | Egyesült Királyság | 11423 |
| 1918. július 1.     | Covington                 | USA                | 16339 |
| 1918. július 1.     | Origen                    | Egyesült Királyság | 3545  |

* A csillaggal jelölt hajó nem süllyedt el, csak megrongálódott